# Santa María del Llano de Tudela
Santa María del Llano de Tudela es una entidad de población española del municipio de Valle de Mena, perteneciente a la provincia de Burgos, en la comunidad autónoma de Castilla y León.

## Historia
Hacia mediados del siglo XIX, el lugar, por entonces perteneciente al municipio de Valle de Tudela, tenía contabilizada una población de 41 habitantes. Aparece descrito en el décimo volumen del Diccionario geográfico-estadístico-histórico de España y sus posesiones de Ultramar de Pascual Madoz con las siguientes palabras:

LLANO (Sta Maria de lo): l. en la prov., aud. terr. y c. g. de Burgos (20 leg.), dióc. de Santander (16), part. jud. de Villarcayo (7) y ayunt. titulado del valle de Tudela. Está sit. en llano, á la falda de un cerro y en clima benigno; reinan con especialidad los vientos N., O. y S., siendo las enfermedades mas comunes viruelas y sarampiones. Tiene 24 casas, escuela de primeras letras; una fuente dentro de la pobl. y 5 en el térm., todas de buenas aguas; una igl. parr. matriz y de entrada (Ntra. Sra. de la Asuncion) servida por dos beneficiados, uno de ellos con la cura de almas, y un sacristan de nombramiento del párroco; los beneficios son de patronato del pueblo y de provision del ordinario: dicha igl. comprende el barrio de Araduenga: últimamente, á dist. de 100 pasos de la pobl. se encuentra una ermita bajo la advocacion de Sta. Maria, de propiedad particular. Confina el térm. N. Artieta; E. Ciella; S. Sta. Olaja, y O. Santiago; abraza el citado barrio de Araduenga. El terreno es de mediana calidad, bañándolo 4 riach., que solo corren en invierno: hay tambien un monte bien poblado, el cual se estiende de E. á S. caminos: los de pueblo á pueblo. correos: la correspondencia se recibe de Arciniega. prod., trigo, maiz, alubias, patatas y habas; ganado vacuno, lanar, yeguar y de cerda, y caza de perdices, liebres, palomas, codornices, jabalíes y raposos. ind.: ademas de la agrícola se conoce la arrieria y un molino harinero. pobl.: 11 vec., 41 alm.
(Madoz, 1847, p. 486)

En la actualidad, pertenece al municipio de Valle de Mena. En 2022, tenía empadronados catorce habitantes.

## Patrimonio
Hay en el lugar una iglesia de Nuestra Señora de la Asunción.